# ساموئل ماناسیان
ساموئل مسروپی ماناسیان (ارمنی: Սամվել Մեսրոպի Մանասյան؛ زاده ۱ ژانویهٔ ۱۹۰۷ - درگذشته ۲۰ آوریل ۱۹۷۹) نقاش و مجسمه‌ساز  اهل ارمنستان بود.

## زندگی‌نامه
وی در ۱ ژانویهٔ ۱۹۰۷ در Կեմ در به دنیا آمد و از انستیتو معماری، مجسمه‌سازی، نقاشی ایلیا رپین (۱۹۳۳) و Վխուտեին فارغ‌التحصیل گشت. وی همچنین برنده جوایزی همچون چهره هنری شایسته ارمنستان شوروی شد. وی در ۲۰ آوریل ۱۹۷۹ در سن ۷۲ سالگی در ایروان درگذشت.

## نگارخانه

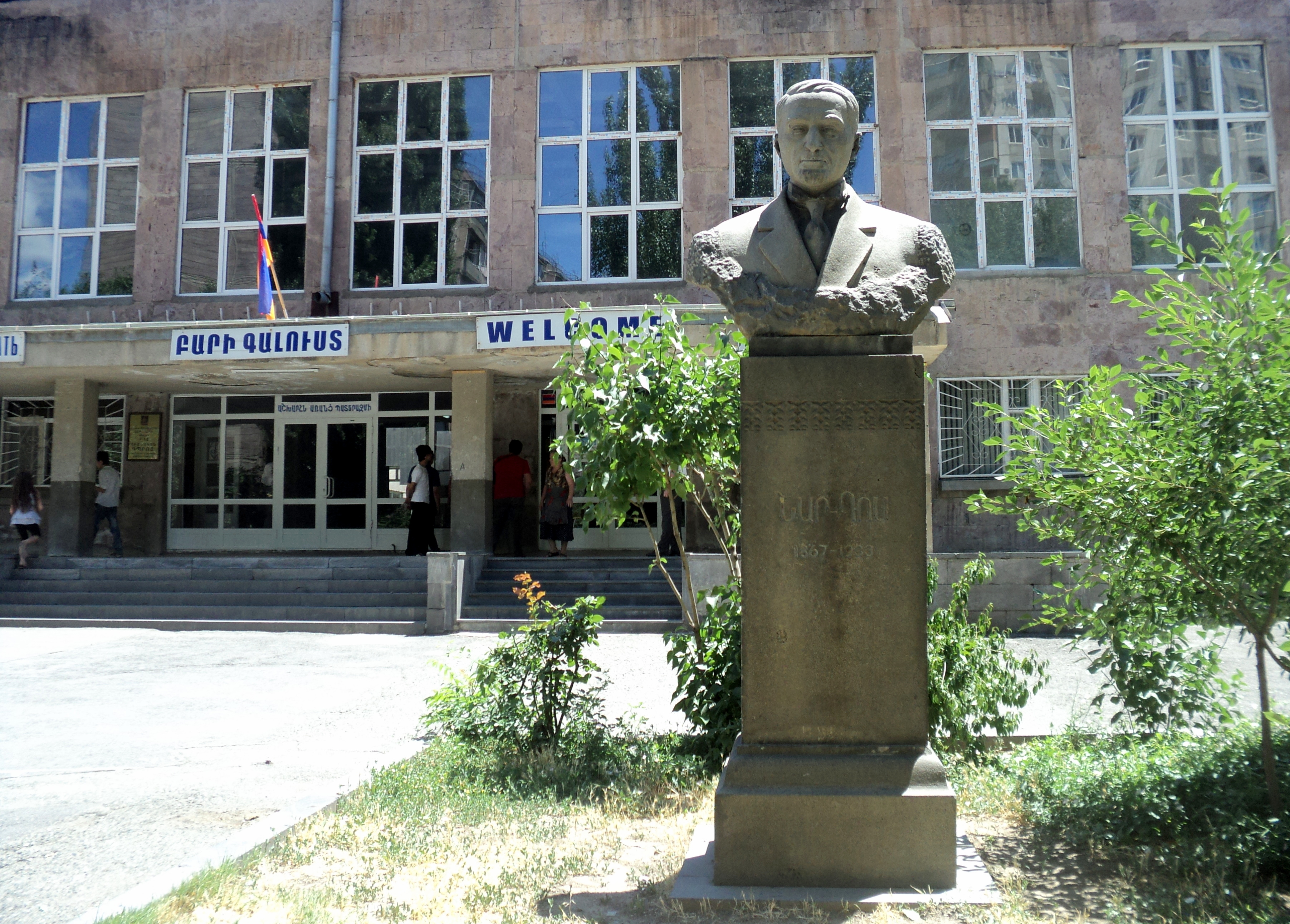
نیم‌تنه بازالتی نار-دوس جلوی مدرسه شماره ۱۴ در ایروان
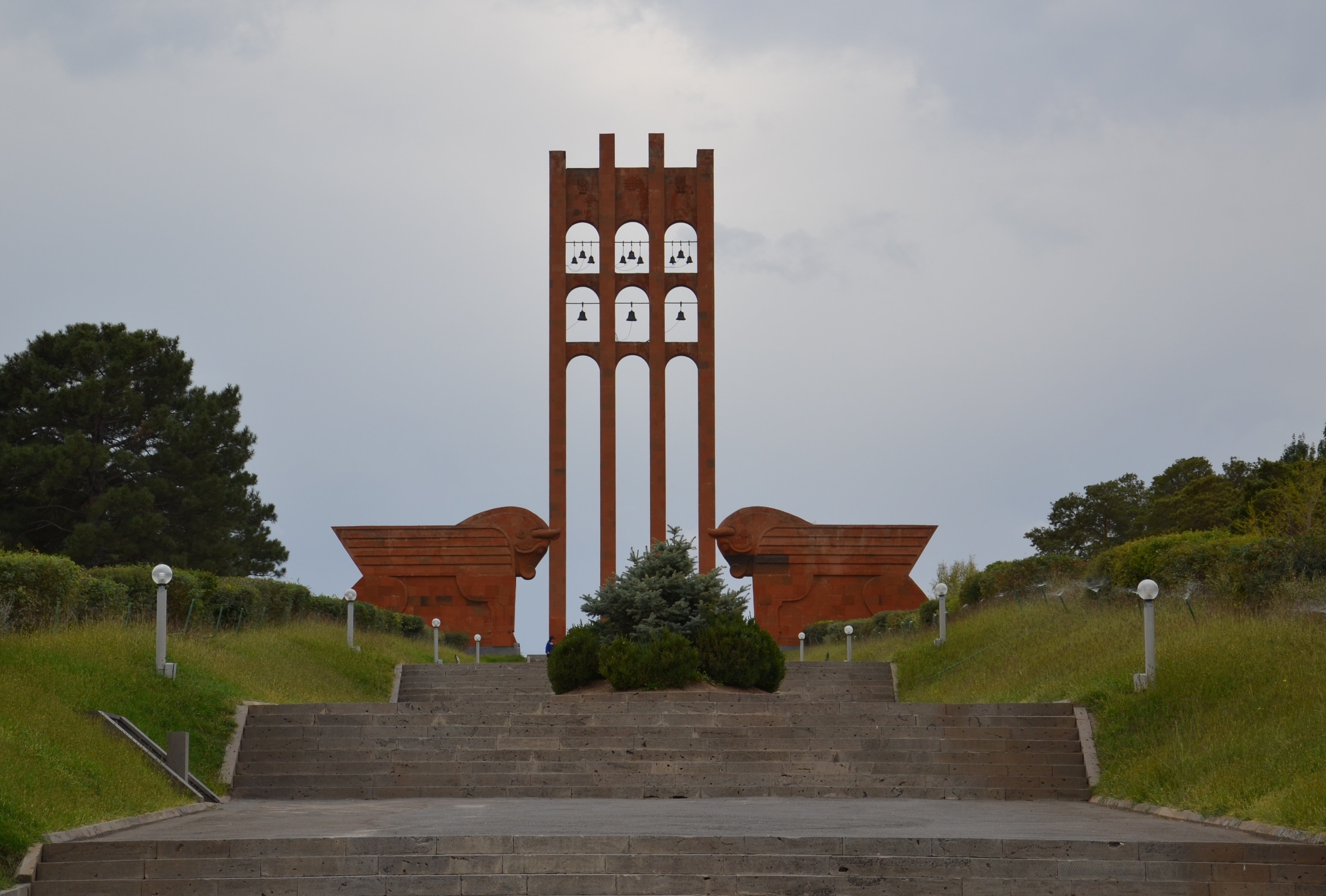
یادبود نبرد سارداراباد

## یادداشت
1. ↑  Saint Petersburg Repin Academy of Arts